# Monica Förster
Monica Vivianne Förster, född 4 mars 1966 i Farsta församling i Stockholm, är en svensk möbelformgivare och industridesigner.
Förster växte upp i Dorotea i Västerbottens län som dotter till kocken och hotellägaren Hubert Förster. Hon är utbildad på Beckmans Designhögskola och Konstfack i Stockholm. Hon har förnyat och fört den skandinaviska formgivningstraditionen vidare, bland annat i modulsoffan Retreat för Fogia och en trämöbelserie med handskuren karvad dekor från Zanat (båda 2015). Hon har arbetat för svenska designtillverkare som Swedese, Svenskt Tenn, Gärsnäs, Rörstrand och Gense, men har även internationella uppdragsgivare som Alessi och Tacchini. Hennes präglas ofta av natursymmetrisk enkelhet och harmoni, som hos plisserade sittpuffen Esedra (2007) från Poltrona Frau och golvlampan Circle (2010) för De Padova.
Hon är gift med musikern Staffan Hellstrand sedan 2024.